# Мој полицајац (филм)
Мој полицајац (енгл. My Policeman) амерички је љубавни филм из 2022. године, у режији Мајкла Грандиџа, по сценарију Рона Нисуонера. Темељи се на истоименом роману Бетана Робертса. Главне улоге глуме: Хари Стајлс, Ема Корин, Џина Маки, Линус Роуч, Дејвид Досон и Руперт Еверет.
Премијерно је приказан 11. септембра 2022. године на Филмском фестивалу у Торонту, док ће 21. октобра бити приказан у одабраним биоскопима, а 4. новембра ће га приказати Prime Video. Добио је помешане рецензије критичара, који су похвалили Досонову глуму, али критиковали режију и сценарио.

## Премиса
Смештен 1950-их година у Брајтону, геј полицајац по имену Том жени се школском учитељицом по имену Мерион док је у тајној вези са Патриком, кустосом музеја. Ова тајна прети да их све уништи.

## Улоге
- Хари Стајлс као Том Берџес
  - Линус Роуч као старији Том
- Ема Корин као Марион Тејлор
  - Џина Маки као старија Марион
- Дејвид Досон као Патрик Хејзлвуд
  - Руперт Еверет као старији Патрик
- Кадиф Керван као Најџел